# Supercoppa italiana di pallapugno
La Supercoppa italiana è una competizione sferistica italiana, organizzata dalla FIPAP, che si disputa con cadenza annuale. Il trofeo viene assegnato solitamente all'inizio della stagione, a pochi giorni dall'inizio della regular season.
Il trofeo viene assegnato in una gara unica, tra le vincitrici di campionato e Coppa Italia della stagione precedente, generalmente sul campo dei campioni d'Italia. Nel caso in cui entrambi i titoli siano detenuti dalla stessa squadra, partecipa come avversario la finalista della Coppa Italia. La coppa entra definitivamente in possesso della società che ottiene la vittoria per tre volte, impresa riuscita finora alla Subalcuneo, alla Canalese e all'Albese.

## Albo d'oro
| Anno | Squadra      | Città                 | Battitore         |
| ---- | ------------ | --------------------- | ----------------- |
| 1994 | Subalcuneo   | Cuneo                 | Giuliano Bellanti |
| 1999 | Imperiese    | Dolcedo               | Riccardo Molinari |
| 2000 | Subalcuneo*  | Cuneo                 | Giuliano Bellanti |
| 2001 | Monticellese | Monticello d'Alba     | Alberto Sciorella |
| 2003 | Pro Pieve    | Pieve di Teco         | Mariano Papone    |
| 2006 | Albese       | Alba                  | Roberto Corino    |
| 2007 | Monticellese | Monticello d'Alba     | Alberto Sciorella |
| 2009 | Ricca        | Ricca di Diano d'Alba | Roberto Corino    |
| 2010 | Subalcuneo   | Cuneo                 | Oscar Giribaldi   |
| 2011 | Canalese     | Canale                | Bruno Campagno    |
| 2012 | Canalese     | Canale                | Bruno Campagno    |
| 2013 | Albese       | Alba                  | Massimo Vacchetto |
| 2014 | Canalese     | Canale                | Bruno Campagno    |
| 2015 | Albese       | Alba                  | Massimo Vacchetto |
| 2016 | Canalese     | Canale                | Bruno Campagno    |
| 2017 | Canalese     | Canale                | Bruno Campagno    |
| 2018 | Canalese     | Canale                | Bruno Campagno    |
| 2019 | Subalcuneo   | Cuneo                 | Federico Raviola  |
| 2022 | Cortemilia   | Cortemilia            | Massimo Vacchetto |
| 2023 | Imperiese    | Dolcedo               | Federico Raviola  |
| 2024 | Albese       | Alba                  | Paolo Vacchetto   |
| 2025 | Albese       | Alba                  | Paolo Vacchetto   |

## Statistiche

### Vittorie per città
| Titoli | Città                 | Anni                               |
| ------ | --------------------- | ---------------------------------- |
| 6      | Canale                | 2011, 2012, 2014, 2016, 2017, 2018 |
| 5      | Alba                  | 2006, 2013, 2015, 2024, 2025       |
| 4      | Cuneo                 | 1994, 2000, 2010, 2019             |
| 2      | Dolcedo               | 1999, 2023                         |
| 2      | Monticello d'Alba     | 2001, 2007                         |
| 1      | Cortemilia            | 2022                               |
| 1      | Ricca di Diano d'Alba | 2009                               |
| 1      | Pieve di Teco         | 2003                               |

### Vittorie da capitano
| Titoli | Battitore         | Anni                               |
| ------ | ----------------- | ---------------------------------- |
| 6      | Bruno Campagno    | 2011, 2012, 2014, 2016, 2017, 2018 |
| 3      | Massimo Vacchetto | 2013, 2015, 2022                   |
| 2      | Paolo Vacchetto   | 2024, 2025                         |
| 2      | Federico Raviola  | 2019, 2023                         |
| 2      | Roberto Corino    | 2006, 2009                         |
| 2      | Alberto Sciorella | 2001, 2007                         |
| 2      | Giuliano Bellanti | 1994, 2000                         |